# Инструментальная музыка
Инструментальная музыка — музыка, исполняемая на инструментах. Обычно инструментальными называют композиции без участия человеческого голоса, в более широком смысле данный термин может быть употреблён и для музыки с вокалом, которому аккомпанируют инструменты.
Музыкальные альбомы разных исполнителей нередко содержат инструментальные композиции (например, «Yellow Submarine» Beatles, или «Autobahn» Kraftwerk).

## Описание
Инструментальная музыка пишется для одного или нескольких однородных или разнородных инструментов. Например, соло для фортепиано, для органа, дуэт для фортепиано и скрипки, трио или квартет для фортепиано и струнных инструментов, септет для разнородных инструментов, трио, квартет, квинтет и прочее только для струнных инструментов, оркестровые сочинения исключительно для духовых инструментов, симфонии и более мелкие оркестровые сочинения для струнных, духовых и ударных инструментов. Инструментальная музыка пишется во всех формах, начиная с формы песни и кончая сонатной.

## Из истории
Долгое время инструментальная музыка служила сопровождением вокалу. Игра солистов на отдельных инструментах была известна еще до начала нашей эры, но самостоятельное применение совместной игры на инструментах началось в Европе лишь в XVI столетии. Кастильоне упоминает в своей книге «Il Cortegiano» о первых попытках в области струнного квартета, относящихся к XV веку.
Возраст наиболее древних музыкальных инструментов (флейт), найденных в пещере Холе-Фельс на юго-западе Германии, составляет около 40 тысяч лет. Плутарх поминает флейтиста Исмения.
В XIV веке инструментальное искусство продолжает развиваться. К примеру, посол Тевтонского ордена (Конрад Кибург) отмечал, как в одной из церквей в Великом Княжестве Литовском «трубы, гобои, бубны, огромные котлы издавали столь могучие звуки, что казались более военною, чем церковною музыкой, но в этих звуках было столько гармонии и музыкальности, они стихали так постепенно и нежно и наконец исчезли в таком прекрасном, мужественном пении: „Gloria Patri et Filio“ et caet., что мы были поражены в высшей степени».
На Руси мнение Церкви — «Инструменты, не имеющие ни души ни жизни, не могут хвалить Бога» — приводило к тому, что инструментальная музыка сохранялась только в народе. В начале XVII века Пётр Петрей описывал нравы жителей Руси: «Когда играют свадьбу… бывает много музыкантов, которые поют многие бесстыдные и похабные песни, при том играют на трубах, тромбонах, дудках и сопелках, а иногда бьют и в барабаны: из этого выходит удивительная и необыкновенная музыка, такая же приятная, как собачий вой, а москвитяне очень рады и довольны, думая, что лучше и приятнее её и на свете нет, потому что не слыхали никакой, кроме этой, меж тем как всякого пронимает страх и дрожь, когда он её слышит».
В самом конце XVII века И.-Г. Корб отмечал, что «находящиеся у них иностранные артисты нравятся москвитянам только до тех пор, пока играют; но лишь только удовлетворят их своей игрой, то тотчас в покровителях этих артистов пробуждается скупость, и москвитяне ни за что не соглашаются покупать удовольствие, продолжающееся только несколько часов, на годичные расходы… Военная музыка своей игрой скорее наведёт тоску, чем возбудит воинский восторг. Скорее играют погребальную, а не воинскую песнь, так как они не умеют применять музыку к более благородным побуждениям. У москвитян музыкальные инструменты, по большей части, трубы и литавры».
В России в эпоху Петра Великого инструментальная музыка начинает возрождаться, но уже под сильным западным влиянием.